# Drie Schimmen
Drie Schimmen is een zwart-wit fantasystripverhaal  uit 2008 uitgegeven door uitgeverij Silvester. Scenarist en tekenaar is Cyril Pedrosa.

## Verhaal
Joachim heeft een vredig bestaan samen met zijn ouders op een boerderij, tot er op een dag drie schaduwen verschijnen, drie reizigers te paard.
Onbewust voelen de ouders Louis en Lise aan dat de schimmen het op Joachim hebben gemunt, en Louis besluit met Joachim de lange, gevaarlijke reis naar de overkant van de Grote Rivier te maken.

## Waardering
Op het Festival van Angoulême, het Cannes van de strip, werd het album in 2008 uitgekozen tot een van de vijf ‘essentiels’ (te vergelijken met een Zilveren Palm).